# La Lucerne-d'Outremer
Pour les articles homonymes, voir Lucerne (homonymie) et Outremer.
La Lucerne-d'Outremer est une commune française, située dans le département de la Manche en région Normandie, peuplée de 847 habitants.
Elle fait partie des villages labellisés Village patrimoine, qui œuvrent à mettre en avant leur patrimoine matériel et/ou immatériel (historique, culturel, naturel, architectural, etc.).

## Géographie
La commune de la Lucerne-d'Outremer est située dans le département de la Manche, en région Normandie. Son territoire s'étend de celle du Tanu à celle de Saint-Pierre-Langers. Le Thar, petit fleuve côtier qui se jette dans la Manche au sud de Saint-Pair-sur-Mer, en forme la limite nord, ce qui en fait une commune située à la frontière historique de l'Avranchin (auquel elle appartient) et du Cotentin.
Les bois de la Lucerne forment la majeure partie de son territoire vers l'ouest et séparent ainsi les deux épicentres de la commune : le bourg, avec le château et l'église paroissiale vers l'est ; l'abbaye de La Lucerne vers l'est.
Les principaux lieux-dits sont : la Malenfandière, le Haut-Pignon, les Granges, les Holidières, les Réages.

### Hydrographie
La commune est située dans le bassin Seine-Normandie. Elle est drainée par le Thar, l'Allemagne, le cours d'eau 01 de la Porte Roussel, le cours d'eau 01 des Chevaliers, le cours d'eau 01 du Vivier Morand, le cours d'eau 02 du Fresne, le cours d'eau 03 de la Lucerne d'Outremer, le fossé 10 de la commune de Lucerne d'Outremer, le Nelet et divers autres petits cours d'eau,.
Le Thar, d'une longueur de 25 km, prend sa source dans la commune de La Mouche et se jette  dans le golfe de Saint-Malo à Saint-Pair-sur-Mer, après avoir traversé onze communes. 

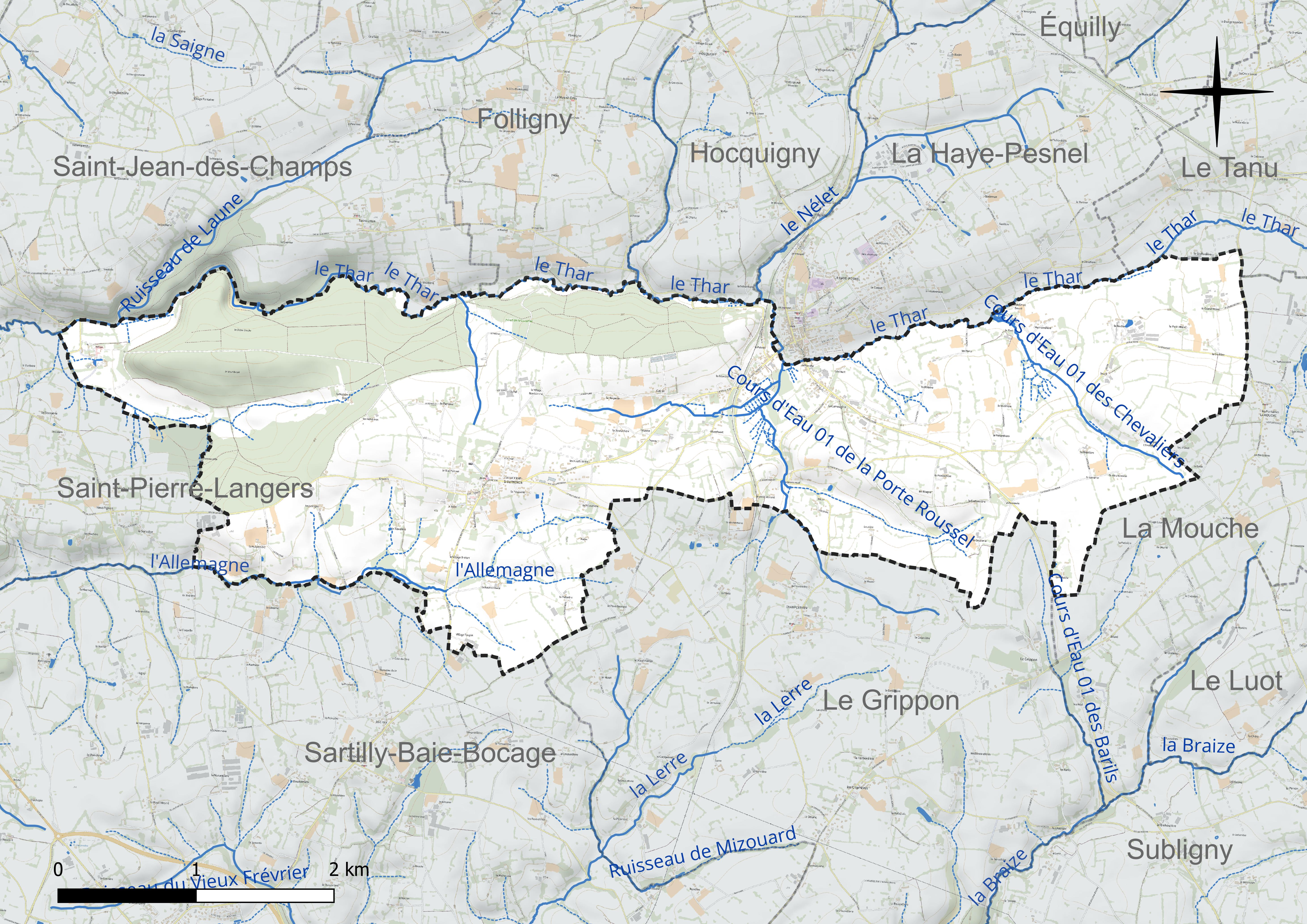
Réseau hydrographique de la La Lucerne-d'Outremer.

### Climat
Pour des articles plus généraux, voir Climat de la Normandie et Climat de la Manche.
En 2010, le climat de la commune est de type climat océanique franc, selon une étude du CNRS s'appuyant sur une série de données couvrant la période 1971-2000. En 2020, Météo-France publie une typologie des climats de la France métropolitaine dans laquelle la commune est exposée à un climat océanique et est dans la région climatique « Normandie (Cotentin, Orne) » et « Bretagne orientale et méridionale, Pays nantais, Vendée »0. Parallèlement le GIEC normand, un groupe régional d’experts sur le climat, différencie quant à lui, dans une étude de 2020, trois grands types de climats pour la région Normandie, nuancés à une échelle plus fine par les facteurs géographiques locaux. La commune est, selon ce zonage, exposée à un « climat maritime », correspondant au Cotentin et à l'ouest du département de la Manche, frais, humide et pluvieux, où les contrastes pluviométrique et thermique sont parfois très prononcés en quelques kilomètres quand le relief est marqué.
Pour la période 1971-2000, la température annuelle moyenne est de 10,8 °C, avec une amplitude thermique annuelle de 12,3 °C. Le cumul annuel moyen de précipitations est de 974 mm, avec 14 jours de précipitations en janvier et 8,8 jours en juillet. Pour la période 1991-2020, la température moyenne annuelle observée sur la station météorologique la plus proche, située sur la commune de Longueville à 12 km à vol d'oiseau, est de 11,9 °C et le cumul annuel moyen de précipitations est de 802,4 mm,. Pour l'avenir, les paramètres climatiques de la commune estimés pour 2050 selon différents scénarios d’émission de gaz à effet de serre sont consultables sur un site dédié publié par Météo-France en novembre 2022.

## Urbanisme

### Typologie
Au 1er janvier 2024, La Lucerne-d'Outremer est catégorisée commune rurale à habitat dispersé, selon la nouvelle grille communale de densité à sept niveaux définie par l'Insee en 2022.
Elle est située hors unité urbaine. Par ailleurs la commune fait partie de l'aire d'attraction de Granville, dont elle est une commune de la couronne,. Cette aire, qui regroupe 34 communes, est catégorisée dans les aires de moins de 50 000 habitants,.

### Occupation des sols
L'occupation des sols de la commune, telle qu'elle ressort de la base de données européenne d’occupation biophysique des sols Corine Land Cover (CLC), est marquée par l'importance des territoires agricoles (74,1 % en 2018), en diminution par rapport à 1990 (75,8 %). La répartition détaillée en 2018 est la suivante : prairies (45,2 %), forêts (19,1 %), zones agricoles hétérogènes (17,5 %), terres arables (11,5 %), zones urbanisées (6,8 %). L'évolution de l’occupation des sols de la commune et de ses infrastructures peut être observée sur les différentes représentations cartographiques du territoire : la carte de Cassini (XVIIIe siècle), la carte d'état-major (1820-1866) et les cartes ou photos aériennes de l'IGN pour la période actuelle (1950 à aujourd'hui).

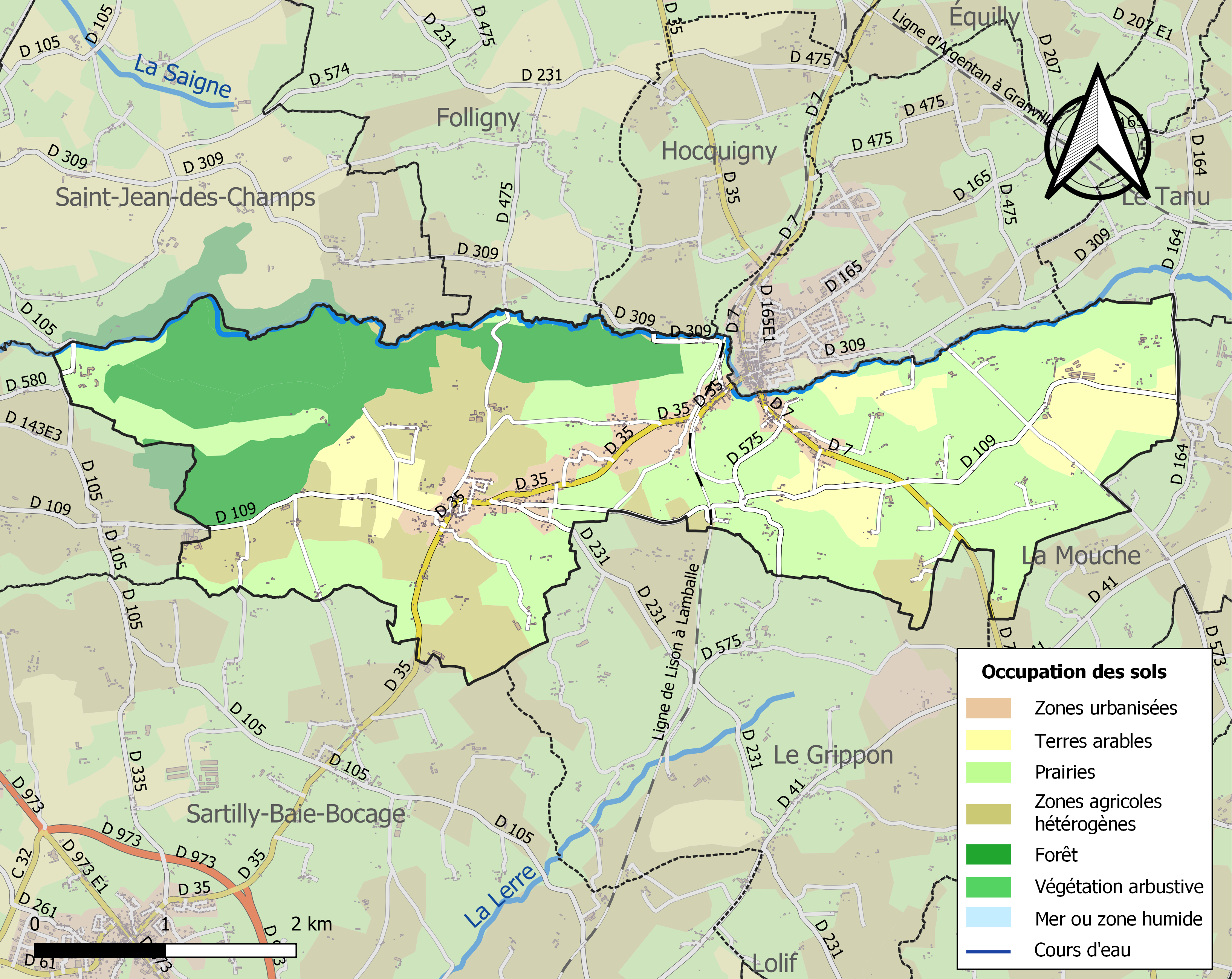
Carte des infrastructures et de l'occupation des sols de la commune en 2018 (CLC).

## Toponymie
Le nom de la localité est attesté sous les formes Lucerna en 1145, La Luserne, La Liserne, La Luiserne, La Luyserne, La Luzerne et La Lucerne en 1282, La vieille Luzerne en 1314, La Lucerne-d'Outremer au XVIIIe siècle.
Le nom propre de cette commune serait emprunté au nom de l'abbaye des Prémontrés installée sur son territoire et connue soit comme abbaye de La Lucerne, soit comme abbaye Très-Sainte-Trinité de La Lucerne [abbatia Sanctissimae Trinitatis de Lucerna].
De l'oïl luiserne « flambeau, lanterne », dont la forme savante est lucerne « lampe, lumière » ; peut-être une enseigne d'auberge ou peut-être une origine cultuelle.
Étymologiquement, le nom commun lucerne est dérivé du latin lucerna qui désigne, en latin classique, à la fois une « lampe », un « guide » et un « poisson phosphorescent ». La ville de Lucerne, en Suisse, et une douzaine de villes des États-Unis portent un toponyme similaire. Pour Édouard Le Héricher, "Lucerna" viendrait de Lucus (le bois sacré) mais cette étymologie paraît aujourd'hui peu admise.
Il est en outre certain que la Lucerne est une forme discriminante de La Luzerne, toponyme appliqué à une commune proche de la Basse-Normandie, dans le même département de la Manche. En effet, le nom de « La Luzerne » (ou « Luserne », porté notamment aux XVIIe – XIXe siècles (jusqu'en 1853) par cette commune était aussi le nom de La Luzerne près de Saint-Lô.
Quant au déterminant d'Outremer, l'historienne Danièle Ducœur affirme que le surnom d'Outremer ne date que de 1853, et a été ajouté afin de distinguer les deux communes de La Lucerne (ou La Luzerne) près de Saint-Lô et La Lucerne (ou La Louiserne ou La Luzerne) où se situe l'abbaye. D'après elle, cette dénomination est censée rappeler l'aveu rendu par l'abbé Philippe Badin au roi d'Angleterre, Henri V, en 1419.
Le gentilé est Lucernais.

## Histoire
En 1327, le principal seigneur de la Lucerne était Jean Tesson, chevalier, seigneur du Grippon. Il avait donné en arrière-fief à Robert de Semilly un cinquième de fief de haubert s'étendant sur la Lucerne et la Mouche. Guillaume de La Cervelle était quant à lui tenant d'une vavassorie noble. En 1377 et 1390, le seigneur de la Lucerne était un nommé Thomas de La Lucerne. En 1463, la recherche de Montfaut cite Jean du Homme comme seigneur, en 1666, celle de Guy Chamillart cite Louis et Robert Guyon, écuyers. En 1789, le seigneur principal était Carbonnel de Canisy, dont la descendance a possédé le château jusqu'au début du XXIe siècle et possède encore une partie du bois.
L'abbaye possédait quant à elle un fief de l'abbaye, avec gage-pleige et basse-justice, droit de colombier, et s'étendant à la Lucerne, les Chambres et Subligny. On peut encore voir, sur le site de l'abbaye, les salles de justice et le colombier médiéval.

## Politique et administration

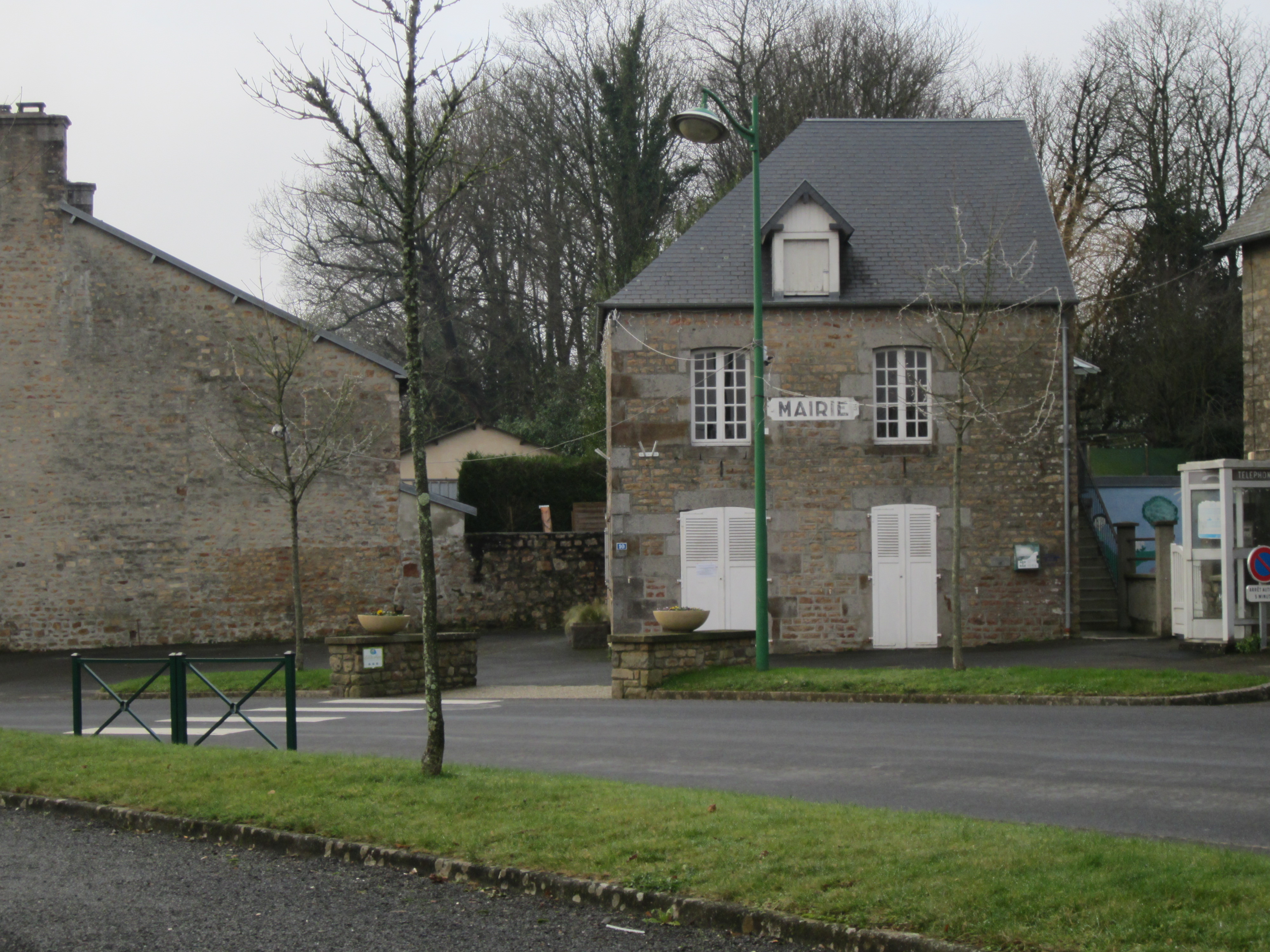
La mairie.

| Période                                  | Période      | Identité           | Étiquette | Qualité                |
| ---------------------------------------- | ------------ | ------------------ | --------- | ---------------------- |
| 1959                                     | 1995         | Émile Lebourgeois  |           |                        |
| 1995                                     | mars 2001    | Marcel Gazengel    |           | Exploitant agricole    |
| mars 2001                                | juillet 2020 | Gérard Dieudonné   | PS        | Professeur de physique |
| juillet 2020                             | En cours     | Pierre Lebourgeois |           |                        |
| Les données manquantes sont à compléter. |              |                    |           |                        |

## Démographie
L'évolution du nombre d'habitants est connue à travers les recensements de la population effectués dans la commune depuis 1793. Pour les communes de moins de 10 000 habitants, une enquête de recensement portant sur toute la population est réalisée tous les cinq ans, les populations de référence des années intermédiaires étant quant à elles estimées par interpolation ou extrapolation. Pour la commune, le premier recensement exhaustif entrant dans le cadre du nouveau dispositif a été réalisé en 2007.
En 2022, la commune comptait 847 habitants, en évolution de +4,7 % par rapport à 2016 (Manche : −0,31 %, France hors Mayotte : +2,11 %).
| 1793 | 1800 | 1806 | 1821 | 1831 | 1836 | 1841 | 1846 | 1851 |
| ---- | ---- | ---- | ---- | ---- | ---- | ---- | ---- | ---- |
| 863  | 850  | 881  | 864  | 894  | 920  | 950  | 983  | 994  |

| 1856 | 1861 | 1866 | 1872 | 1876 | 1881 | 1886 | 1891 | 1896 |
| ---- | ---- | ---- | ---- | ---- | ---- | ---- | ---- | ---- |
| 915  | 885  | 841  | 796  | 787  | 850  | 872  | 855  | 850  |

| 1901 | 1906 | 1911 | 1921 | 1926 | 1931 | 1936 | 1946 | 1954 |
| ---- | ---- | ---- | ---- | ---- | ---- | ---- | ---- | ---- |
| 820  | 863  | 794  | 677  | 739  | 776  | 843  | 787  | 797  |

| 1962 | 1968 | 1975 | 1982 | 1990 | 1999 | 2006 | 2007 | 2012 |
| ---- | ---- | ---- | ---- | ---- | ---- | ---- | ---- | ---- |
| 742  | 695  | 652  | 632  | 621  | 735  | 790  | 798  | 849  |

| 2017 | 2022 | - | - | - | - | - | - | - |
| ---- | ---- | - | - | - | - | - | - | - |
| 780  | 847  | - | - | - | - | - | - | - |

## Lieux et monuments
- Église paroissiale Notre-Dame, des XIIe et XVIIe siècles, bâtie sur un plan roman, et clocher avec toit en bâtière à la place d'un transept, fenêtres (1702), voûte gothique, blochets sculptés. Elle était à la présentation du seigneur du lieu. On peut y voir l'ancien christ de jubé provenant de l'abbaye (1637). Elle abrite également un bas-relief (XVIIe), une chaire à prêcher (XVIe), une Vierge à l'Enfant (XVIIe), un tableau (XIXe) d'après Nicolas Poussin, une verrière (XXe) de J. Bessac.
- If du cimetière de plus de sept mètres de circonférence.
- Abbaye de La Lucerne, fondée en 1143 par Hasculfe de Subligny[43], de l'ordre des Prémontrés et classée aux monuments historiques en 1928, 1959 et 1964. Elle eut à subir les conflits de la guerre de Cent Ans, de la Ligue, et fut supprimée à la Révolution. Au XIXe siècle, une filature de coton occupa les lieux, et dès 1836 interviennent des démolitions. Elle comprend : celliers romans, logis abbatial XVIIIe siècle, pigeonnier, abbatiale XIIe siècle, porterie XIIe et XVe siècles, étang et parc[43].
- Château de la Lucerne, du XIXe siècle, dans le bourg.
- Maison des bois ou château de la Forêt (XVIIIe siècle), ancienne possession des comtes de Carbonnel de Canisy.
- Lavoir.
- Forêt de 370 ha de chênes et de bouleaux.

## Personnalités liées à la commune
- Léonor Claude de Carbonnel de Canisy (1732-1811), maréchal des camps et des armées du roi, seigneur de la Lucerne et de Guéhébert[44].
- Louis Emmanuel de Carbonnel de Canisy (1768-1834), donataire de Hanovre en 1810, écuyer de l'empereur Napoléon, premier écuyer du roi de Rome[44].
- Marquis François René Hervé de Carbonnel de Canisy (1754-1824), marié à Anne Charlotte de Loménie de Brienne, dame de compagnie de Madame Élizabeth, sœur du roi Louis XVI, guillotiné avec elle en 1794[44].
- Henri de Carbonnel de Canisy (1838-1899), officier de cavalerie, conseiller général du canton de La Haye-Pesnel[44].